# Leidsebrug (Haarlem)
De Leidsebrug is een brug in de Noord-Hollandse stad Haarlem. De brug verbindt de Raamvest met de kade van de Leidsevaart die het overspant. De brug betreft een gemeentelijk monument en is een ontwerp van Jacques Leijh. De brug is in de periode 1880 - 1881 aangelegd.
Vlak voor de brug ligt in het centrum de Stadsschouwburg aan het Wilsonsplein.